# Gouden ketenen
Gouden ketenen is een Nederlandse stomme film uit 1917 van Maurits Binger. Het scenario is gebaseerd op het boek Prinses Elsa van Louise Stratenus. De film heeft als alternatieve titels Golden Chains en Prinses Elsa.

## Rolverdeling
| Acteur     | Personage        |
| ---------- | ---------------- |
| Annie Bos  | Lona             |
| Cor Smits  | Van Haaften      |
| Cecil Ryan | Henri van Rhenen |